# Placek zbójnicki

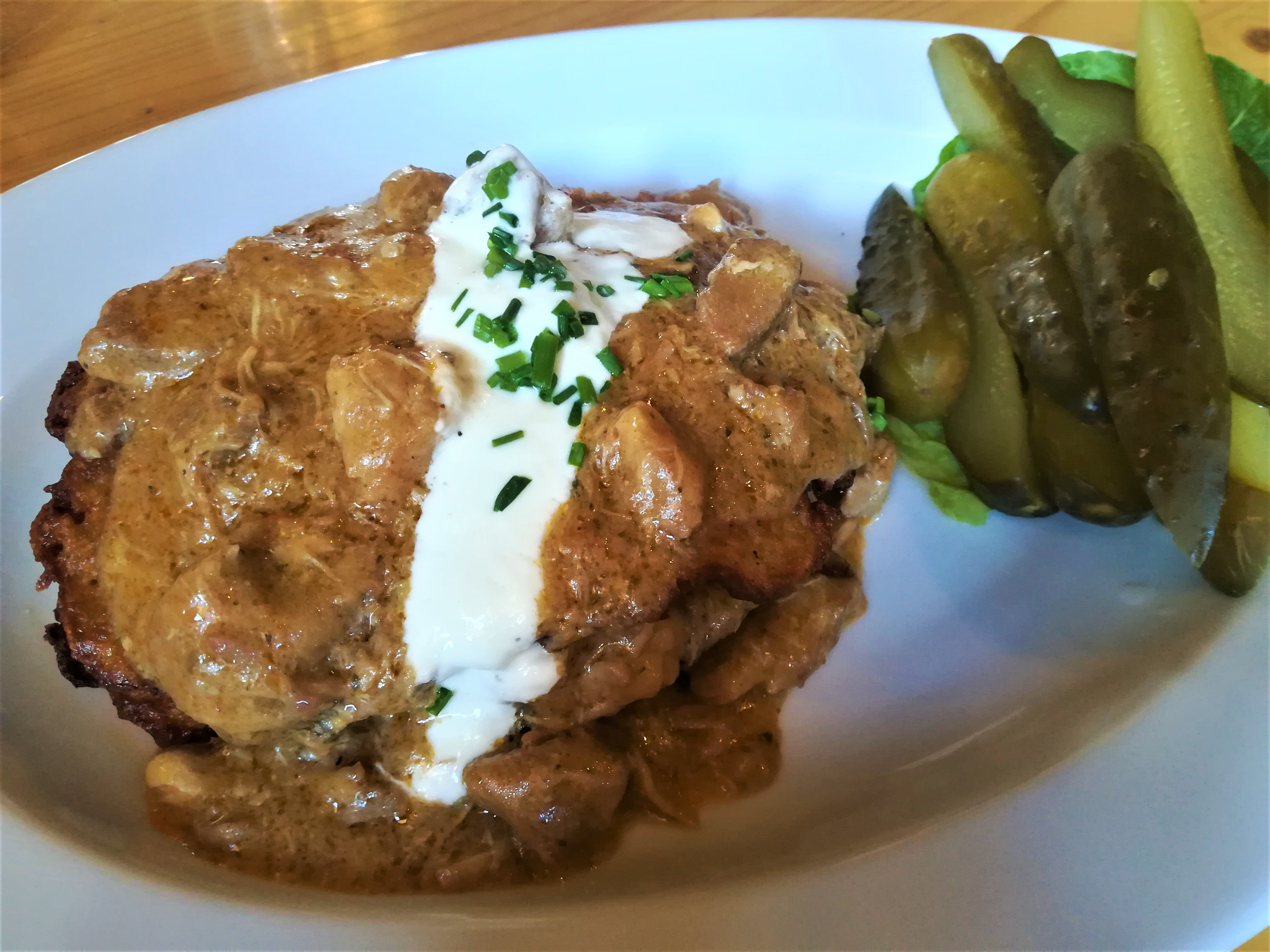
Placek zbójnicki

Placek zbójnicki lub zbójecki, placek po węgiersku – rodzaj placka ziemniaczanego. 
Placek pochodzi z Podhala, z Polski, z Czech lub Słowacji. Przyrządzany jest z ziemniaków, mąki, cebuli, słoniny, smalcu, czosnku, przypraw i jajek. Podaje się go często polanego gulaszem lub śmietaną. Jest to bardzo popularne danie serwowane na Podhalu.